# Municipio de Santa María de la Paz
El municipio de Santa María de la Paz es uno de los 58 municipios del estado mexicano de Zacatecas. Su cabecera es la localidad de Santa María de la Paz. El municipio se creó el 1 de enero de 2005. Anteriormente, y con el nombre de congregación de Ignacio Allende, formaba parte del municipio de Teúl de González Ortega. Tiene una población de 2,814 habitantes y su extensión territorial es de 277.18 km².

## Geografía

### Municipios adyacentes
- Municipio de Tepechitlán (norte)
- Municipio de Jalpa (este)
- Municipio de Apozol (este)
- Municipio de Juchipila (este)
- Municipio de Teúl de González Ortega (sur)
- Municipio de Benito Juárez (oeste)

### Carreteras principales
- Carretera Federal 23

## Grupos Étnicos
De acuerdo a los resultados que presentó el II Conteo de Población y Vivienda en el 2005, en el municipio habitan un total de 8 personas que hablan alguna lengua indígena.